# Precious Illusions
Precious Illusions — второй сингл Аланис Мориссетт с альбома 2002 года Under Rug Swept.
«Precious Illusions» не была такой популярной на радио, как «Hands Clean», первый сингл с Under Rug Swept. Сингл попал в первую двадцатку чарта Billboard Adult Top 40, но получил гораздо меньшее внимание радиостанций, поэтому не попал в чарт Hot 100. Он попал на четвёртое место в Канаде и в десятку в Чили. Режиссёром видеоклипа стал Френсис Лоуренс, который также был режиссёром клипа «Hands Clean». Клип был снят в конце мая 2002 года. Съемки клипа были задокументированы в программе Стоп! Снято на MTV.

## Список композиций
CD1
1. «Precious Illusions»
2. «Hands Clean» (acoustic)
3. «Sorry 2 Myself»

CD2
1. «Precious Illusions»
2. «Offer»
3. «Bent 4 U»

## Позиции в чартах
| Чарт (2002)                            | Наивысшая позиция |
| -------------------------------------- | ----------------- |
| Австралия                              | 9                 |
| Австрия                                | 12                |
| Бельгия                                | 38                |
| Канада                                 | 1                 |
| Италия                                 | 3                 |
| Нидерланды                             | 15                |
| Новая Зеландия                         | 1                 |
| Норвегия                               | 7                 |
| Швеция                                 | 32                |
| Швейцария                              | 5                 |
| Великобритания                         | 12                |
| U.S. Billboard Hot 100                 | 23                |
| U.S. Billboard Hot Adult Top 40 Tracks | 3                 |